# Hannibal Hamlin
Hannibal Hamlin (27. srpna 1809, Paris Hall – 4. července 1891, Hampaden) byl americký státník a politik, viceprezident USA za Abrahama Lincolna.
Narodil se 27. srpna 1809 v Paris Hall ve státě Maine. Do politiky vstoupil jako demokrat, ale jeho abolicionismus ho r. 1856 zavedl do Republikánské strany, za niž vstoupil do Senátu USA. Jeho popularita rychle stoupala. V letech 1861 až 1865 za prezidentství Lincolnova byl 15. viceprezident USA. Nebyl znovu nominován. Zemřel 4. července 1891 v Hampadenu ve státě Maine.